# Liste des fontaines du Doubs
Cet article vise à lister les fontaines du département du Doubs, en particulier celles indiquées dans la base Mérimée.

## Liste
| Œuvre                                   | Auteur                                         | Commune                  | Localisation | Notes                                                                                              | Installation                                   | Coordonnées                                    | Illustration                                                |
| --------------------------------------- | ---------------------------------------------- | ------------------------ | --- | -------------------------------------------------------------------------------------------------- | ---------------------------------------------- | ---------------------------------------------- | ----------------------------------------------------------- |
| Fontaine-lavoir-abreuvoir               | À déterminer                                   | Abbans-Dessus            | À déterminer | | À déterminer                                   | à géolocaliser                                 | Fontaine-lavoir-abreuvoir                                   |
| Fontaine aux sirènes                    | À déterminer                                   | Allenjoie                | Intersection de la Grande rue (RD 209) et de la rue de Bourgogne                                                              | Récolement de 1980.                                                                                | 1re moitié du 19e siècle                       | 47° 32′ 02″ nord, 6° 53′ 50″ est               | Fontaine aux sirènes                                        |
| Fontaine-lavoir                         | À déterminer                                   | Amathay-Vésigneux        | Rue du Village | Récolement de 1980.                                                                                | 1890                                           | 47° 01′ 15″ nord, 6° 11′ 56″ est               | Fontaine-lavoir d'Amathay-Vésigneux                         |
| Fontaine-lavoir-abreuvoir au Lion       | À déterminer                                   | Anteuil                  | Dans le hameau de Glainans, à l'intersection de la RD 73 et de la route du Col de Ferrière (RD 31)                            | | À déterminer                                   | à géolocaliser                                 | Fontaine-lavoir-abreuvoir au Lion                           |
| Fontaine                                | À déterminer                                   | Anteuil                  | Intersection de la rue de l'Église et de la rue de l'École, devant l'église de l'Assomption                                   | | À déterminer                                   | à géolocaliser                                 | Fontaine                                                    |
| Fontaine                                | À déterminer                                   | Arc-sous-Cicon           | Grande rue (RD 41) | Récolement de 1973.                                                                                | 19e siècle                                     | 47° 03′ 04″ nord, 6° 22′ 39″ est               | Image manquante                                             |
| Fontaine-lavoir-abreuvoir               | À déterminer                                   | Athose                   | À déterminer | | À déterminer                                   | à géolocaliser                                 | Fontaine-lavoir-abreuvoir                                   |
| Fontaine-lavoir-abreuvoir               | À déterminer                                   | Audeux                   | À déterminer | | À déterminer                                   | à géolocaliser                                 | Fontaine-lavoir-abreuvoir                                   |
| Fontaine-lavoir-abreuvoir               | À déterminer                                   | Avilley                  | À déterminer | | À déterminer                                   | à géolocaliser                                 | Fontaine-lavoir-abreuvoir                                   |
| Fontaine-lavoir                         | Charles Frédéric Surleau                       | Badevel                  | Grande rue (RD 416) | Récolement de 1985.                                                                                | 1884                                           | 47° 30′ 08″ nord, 6° 56′ 21″ est               | Fontaine-lavoir de Badevel                                  |
| Fontaine                                | À déterminer                                   | Bavans                   | Sur la place Centrale | | À déterminer                                   | 47° 28′ 50″ nord, 6° 43′ 50″ est               | Fontaine de Bavans                                          |
|                                         |                                                | Besançon                 | Voir l'article fontaines publiques de Besançon                                                                                | Voir l'article fontaines publiques de Besançon                                                     | Voir l'article fontaines publiques de Besançon | Voir l'article fontaines publiques de Besançon | Voir l'article fontaines publiques de Besançon              |
| Fontaine-lavoir du Bout du Monde        | À déterminer                                   | Beure                    | À déterminer | | À déterminer                                   | à géolocaliser                                 | Fontaine-lavoir du Bout du Monde                            |
| Fontaine-lavoir                         | À déterminer                                   | Bians-les-Usiers         | Rue de la Forêt | Récolement de 1975.                                                                                | 19e siècle                                     | 46° 57′ 34″ nord, 6° 16′ 10″ est               | Image manquante                                             |
| Fontaine-abreuvoir                      | À déterminer                                   | Bonnay                   | À déterminer | | À déterminer                                   | 47° 20′ 07″ nord, 6° 03′ 02″ est               | Fontaine-abreuvoir de Bonnay                                |
| Fontaine-lavoir                         | À déterminer                                   | Bonnay                   | À déterminer | | À déterminer                                   | 47° 20′ 03″ nord, 6° 03′ 04″ est               | Fontaine-abreuvoir de Bonnay                                |
| Fontaine-lavoir                         | À déterminer                                   | Boujailles               | Sur la place de la Mairie, au bord de la rue de Salins (RD 49)                                                                | Récolement de 1975.                                                                                | 19e siècle                                     | 46° 53′ 21″ nord, 6° 04′ 47″ est               | Image manquante                                             |
| Fontaine                                | À déterminer                                   | Boujailles               | Sur la place de la Fontaine                                                                                                   | Récolement de 1975.                                                                                | 19e siècle                                     | 46° 53′ 19″ nord, 6° 04′ 50″ est               | Fontaine de Boujailles                                      |
| Fontaine-abreuvoir                      | À déterminer                                   | Bretigney-Notre-Dame     | Rue des Fontaines | | À déterminer                                   | 47° 18′ 44″ nord, 6° 18′ 12″ est               | Fontaine-abreuvoir de Bretigney-Notre-Dame                  |
| Fontaine Saint-Joseph                   | À déterminer                                   | Bretonvillers            | À déterminer | Surmontée d'une statue représentant Joseph.                                                        | À déterminer                                   | 47° 13′ 07″ nord, 6° 38′ 13″ est               | Fontaine Saint-Joseph de Bretonvillers                      |
| Borne-fontaine                          | À déterminer                                   | Brognard                 | Rue de la Croze (RD 278) | Récolement de 1985.                                                                                | Milieu du 19e siècle                           | 47° 31′ 49″ nord, 6° 52′ 08″ est               | Image manquante                                             |
| Fontaine                                | À déterminer                                   | Brognard                 | Intersection de la rue des Jonchets et de la rue des Chenevières                                                              | Récolement de 1985.                                                                                | Milieu du 19e siècle                           | 47° 31′ 43″ nord, 6° 51′ 53″ est               | Fontaine de Brognard                                        |
| Fontaine                                | À déterminer                                   | Bulle                    | Intersection de la Grande rue et de la rue des Auges                                                                          | Récolement de 1975.                                                                                | 18e ou 19e siècle                              | 46° 53′ 32″ nord, 6° 13′ 11″ est               | Fontaine de Bulle                                           |
| Fontaine                                | À déterminer                                   | Byans-sur-Doubs          | Sur la place de l'Église | | 1846                                           | 47° 06′ 56″ nord, 5° 51′ 26″ est               | Fontaine de Byans-sur-Doubs                                 |
| Fontaine                                | À déterminer                                   | Chamesey                 | À déterminer | | À déterminer                                   | 47° 14′ 15″ nord, 6° 38′ 56″ est               | Fontaine de Chamesey                                        |
| Fontaine                                | À déterminer                                   | Chamesol                 | Rue de l'Église | | À déterminer                                   | à géolocaliser                                 | Fontaine                                                    |
| Fontaine-lavoir                         | À déterminer                                   | Chantrans                | Rue de la Perrière | Récolement de 1980.                                                                                | 19e siècle                                     | 47° 02′ 38″ nord, 6° 08′ 54″ est               | Fontaine-lavoir de Chantrans                                |
| Fontaine                                | À déterminer                                   | Chassagne-Saint-Denis    | Intersection de la Grande rue et de la rue de Lery                                                                            | Récolement de 1980.                                                                                | 1re moitié du 19e siècle                       | 47° 05′ 00″ nord, 6° 06′ 49″ est               | Fontaine de Chassagne-Saint-Denis                           |
| Fontaine                                | À déterminer                                   | Chassagne-Saint-Denis    | Rue du Leichat | Récolement de 1980.                                                                                | 1828                                           | 47° 04′ 53″ nord, 6° 06′ 50″ est               | Fontaine de Chassagne-Saint-Denis                           |
| Fontaine                                | À déterminer                                   | Chassagne-Saint-Denis    | Rue du Leichat | Récolement de 1980.                                                                                | 1re moitié du 19e siècle                       | 47° 04′ 52″ nord, 6° 06′ 47″ est               | Fontaine de Chassagne-Saint-Denis                           |
| Fontaine-lavoir                         | Lapoire                                        | Châteauvieux-les-Fossés  | À déterminer | Récolement de 1980.                                                                                | 1862                                           | 47° 04′ 52″ nord, 6° 06′ 47″ est               | Fontaine-lavoir de Châteauvieux-les-Fossés                  |
| Fontaine-lavoir-abreuvoir               | À déterminer                                   | Crosey-le-Petit          | À déterminer | Vestige.                                                                                           | À déterminer                                   | à géolocaliser                                 | Fontaine-lavoir-abreuvoir                                   |
| Lavoir                                  | Jean-Baptiste Martin                           | Cussey-sur-Lison         | Intersection de la Grande rue (RD 102) et de la rue du Lavoir                                                                 | Inscrit MH (2003).                                                                                 | 1848                                           | 47° 03′ 34″ nord, 5° 57′ 17″ est               | Lavoir de Cussey-sur-Lison                                  |
| Fontaine                                | À déterminer                                   | Dambenois                | Rue de l'Allenjoie (RD 209)                                                                                                   | Récolement de 1985.                                                                                | 1836                                           | 47° 32′ 35″ nord, 6° 52′ 09″ est               | Fontaine de Dambenois                                       |
| Fontaine aux conques à têtes de béliers | À déterminer                                   | Dasle                    | Sur le parvis du temple, place du Temple                                                                                      | Récolement de 1986.                                                                                | 19e siècle                                     | 47° 28′ 41″ nord, 6° 53′ 44″ est               | Fontaine aux conques à têtes de béliers                     |
| Fontaine rue d'Audincourt               | À déterminer                                   | Dasle                    | Rue d'Audincourt (RD 126) | Récolement de 1986.                                                                                | 2e moitié du 19e siècle                        | 47° 28′ 36″ nord, 6° 53′ 37″ est               | Fontaine de Dasle                                           |
| Fontaine                                | À déterminer                                   | Dasle                    | Rue des Vergers | Récolement de 1986.                                                                                | 19e siècle                                     | 47° 28′ 39″ nord, 6° 53′ 33″ est               | Fontaine de Dasle                                           |
| Fontaine Saint-Martin                   | À déterminer                                   | Dommartin                | Intersection de la rue Nationale (RD 305) et de la rue de la Sablière                                                         | Surmontée d'une statuette réalisée par Denis Nicolet représentant Martin de Tours.                 | À déterminer                                   | 46° 55′ 21″ nord, 6° 18′ 28″ est               | Fontaine Saint-Martin                                       |
| Fontaine de la Dove                     | À déterminer                                   | Dommartin                | Intersection de la Grande rue et de la rue de la Planchotte                                                                   | Surmontée d'une statue représentant Marie.                                                         | À déterminer                                   | 46° 55′ 23″ nord, 6° 18′ 23″ est               | Fontaine de la Dove                                         |
| Fontaine de Cérès                       | Copie d'après Mathurin Moreau                  | Doubs                    | Devant la mairie | Surmontée d'une statue représentant Cérès. Érigée[Quand ?] sur la place Saint-Pierre à Pontarlier. | À déterminer                                   | 46° 55′ 39″ nord, 6° 20′ 59″ est               | Fontaine de Cérès de Doubs                                  |
| Fontaine-abreuvoir                      | À déterminer                                   | Doubs                    | Intersection de la rue Basse et de la Grande rue (RD 130)                                                                     | | À déterminer                                   | à géolocaliser                                 | Fontaine-abreuvoir                                          |
| Fontaine Jeanne d'Arc                   | Union internationale artistique de Vaucouleurs | Épeugney                 | Route de Rurey | Surmontée d'une statue représentant Jeanne d'Arc.                                                  | 1857                                           | 47° 06′ 57″ nord, 6° 01′ 26″ est               | Fontaine Jeanne d'Arc d'Épeugney                            |
| Fontaine semi-circulaire                | Maximilien Painchaux                           | Épeugney                 | Intersection de la rue de l'Église (RD 101) et de la rue de la Liberté                                                        | | 1826                                           | 47° 07′ 04″ nord, 6° 01′ 30″ est               | Fontaine semi-circulaire d'Épeugney                         |
| Fontaine-abreuvoir                      | À déterminer                                   | Flangebouche             | Intersection de la rue de l'Hôpital et de la rue Saint-Joseph                                                                 | | À déterminer                                   | 47° 08′ 27″ nord, 6° 28′ 15″ est               | Fontaine-abreuvoir de Flangebouche                          |
| Fontaine-lavoir-abreuvoir               | À déterminer                                   | Foucherans               | RD 102 | Récolement de 1980.                                                                                | 1855                                           | 47° 09′ 53″ nord, 6° 07′ 54″ est               | Fontaine-lavoir-abreuvoir de Foucherans                     |
| Fontaine-lavoir                         | À déterminer                                   | Hyèvre-Paroisse          | Rue Principale (RD 328) | Inscrit MH (1981).                                                                                 | 1848                                           | 47° 22′ 18″ nord, 6° 25′ 50″ est               | Fontaine-lavoir d'Hyèvre-Paroisse                           |
| Fontaine du Mont d'Or                   | À déterminer                                   | Jougne                   | Sur la place du Tunnel | Récolement de 2008. Vestige.                                                                       | 1894                                           | 46° 45′ 36″ nord, 6° 23′ 17″ est               | Fontaine du Mont d'Or                                       |
| Fontaine-lavoir                         | Varigney                                       | Jougne                   | Intersection de la Grande rue et de la rue du Baland                                                                          | | 1878                                           | 46° 45′ 48″ nord, 6° 23′ 21″ est               | Image manquante                                             |
| Fontaine                                | À déterminer                                   | Jougne                   | Sur la place du Mont d'Or | | À déterminer                                   | 46° 45′ 37″ nord, 6° 23′ 22″ est               | Fontaine de Jougne                                          |
| Borne-fontaine                          | À déterminer                                   | Jougne                   | Rue de l'Église | Vestige.                                                                                           | À déterminer                                   | 46° 45′ 40″ nord, 6° 23′ 23″ est               | Image manquante                                             |
| Fontaine-abreuvoir                      | À déterminer                                   | Jougne                   | Intersection de la rue du Château et de la rue du Baland                                                                      | Vestige.                                                                                           | À déterminer                                   | 46° 45′ 44″ nord, 6° 23′ 26″ est               | Image manquante                                             |
| Fontaine-abreuvoir                      | À déterminer                                   | Jougne                   | Intersection de la rue de l'Église et de la rue des Sœurs                                                                     | Vestige.                                                                                           | À déterminer                                   | 46° 45′ 41″ nord, 6° 23′ 22″ est               | Image manquante                                             |
| Fontaine                                | À déterminer                                   | Jougne                   | Hameau de la Ferrière-sous-Jougne                                                                                             | Vestige.                                                                                           | À déterminer                                   | à géolocaliser                                 | Fontaine                                                    |
| Fontaine-boule                          | À déterminer                                   | Jougne                   | Hameau de la Ferrière-sous-Jougne, intersection de la rue des Écoles et de la rue des Forges                                  | | À déterminer                                   | 46° 44′ 36″ nord, 6° 22′ 47″ est               | Image manquante                                             |
| Fontaine                                | À déterminer                                   | Jougne                   | Hameau des Échampés, à l'intersection de la rue Jules César et de la rue des Barres                                           | | À déterminer                                   | 46° 44′ 20″ nord, 6° 23′ 06″ est               | Fontaine des Échampés                                       |
| Fontaine-lavoir                         | À déterminer                                   | Jougne                   | Hameau d'Entre-les-Fourgs, sur la place des Cloutiers                                                                         | | À déterminer                                   | 46° 45′ 46″ nord, 6° 24′ 38″ est               | Fontaine-lavoir d'Entre-les-Fourgs                          |
| Fontaine                                | À déterminer                                   | Jougne                   | Hameau du Moulin, à l'intersection de la rue des Fontaines et de la rue de la côte du Moulin                                  | | À déterminer                                   | 46° 45′ 10″ nord, 6° 23′ 03″ est               | Fontaine-lavoir du Moulin                                   |
| Fontaine-lavoir de Jeanne-d'Arc         | À déterminer                                   | Labergement-Sainte-Marie | Intersection de la Grande rue et du chemin de la Cité                                                                         | Surmontée d'une statue représentant Jeanne d'Arc.                                                  | À déterminer                                   | 46° 46′ 26″ nord, 6° 16′ 53″ est               | Fontaine-lavoir de Jeanne-d'Arc de Labergement-Sainte-Marie |
| Fontaine-lavoir de la Liberté           | À déterminer                                   | Labergement-Sainte-Marie | Grande rue | | À déterminer                                   | 46° 46′ 33″ nord, 6° 17′ 04″ est               | Fontaine-lavoir de la Liberté                               |
| Fontaine-abreuvoir du Faucheur          | À déterminer                                   | Labergement-Sainte-Marie | Rue de Mouthe (RD 437) | Vestige.                                                                                           | À déterminer                                   | 46° 46′ 12″ nord, 6° 16′ 45″ est               | Fontaine-abreuvoir du Faucheur                              |
| Fontaine-lavoir                         | À déterminer                                   | Labergement-Sainte-Marie | Grande rue | | À déterminer                                   | 46° 46′ 30″ nord, 6° 17′ 00″ est               | Fontaine-lavoir de Labergement-Sainte-Marie                 |
| Fontaine                                | À déterminer                                   | Labergement-Sainte-Marie | Intersection de la rue du Lac et de la rue de Mouthe (RD 437)                                                                 | | À déterminer                                   | 46° 46′ 16″ nord, 6° 16′ 45″ est               | Image manquante                                             |
| Fontaine                                | À déterminer                                   | Labergement-Sainte-Marie | Intersection de la Grande rue et de la rue de la Croix                                                                        | | À déterminer                                   | 46° 46′ 35″ nord, 6° 17′ 11″ est               | Image manquante                                             |
| Fontaine-abreuvoir                      | À déterminer                                   | Les Fourgs               | À déterminer | Vestige.                                                                                           | À déterminer                                   | à géolocaliser                                 | Fontaine-abreuvoir                                          |
| Fontaine-abreuvoir                      | À déterminer                                   | Les Fourgs               | Grande rue (RD 6) | Vestige.                                                                                           | À déterminer                                   | 46° 50′ 03″ nord, 6° 24′ 13″ est               | Fontaine-abreuvoir des Fourgs                               |
| Fontaine-abreuvoir                      | À déterminer                                   | Les Fourgs               | Grande rue (RD 6) | | À déterminer                                   | 46° 50′ 00″ nord, 6° 24′ 26″ est               | Image manquante                                             |
| Fontaine-abreuvoir                      | À déterminer                                   | Les Fourgs               | Grande rue (RD 6) | Vestige.                                                                                           | À déterminer                                   | 46° 50′ 10″ nord, 6° 23′ 55″ est               | Image manquante                                             |
| Fontaine-lavoir                         | À déterminer                                   | Les Grangettes           | Rue de l'Église | Vestige.                                                                                           | À déterminer                                   | 46° 49′ 39″ nord, 6° 18′ 40″ est               | Image manquante                                             |
| Fontaine                                | À déterminer                                   | Les Gras                 | Sur la place de la Libération                                                                                                 | Récolement de 1974.                                                                                | 19e siècle                                     | 46° 59′ 42″ nord, 6° 32′ 38″ est               | Fontaine des Gras                                           |
| Fontaine-abreuvoir                      | À déterminer                                   | Les Hôpitaux-Neufs       | RD 9, à l'intersection de la route des Pistes et de la route de la Poste, à côté de l'église Sainte-Catherine et du cimetière | | 1882                                           | 46° 46′ 38″ nord, 6° 22′ 24″ est               | Fontaine-abreuvoir des Hôpitaux-Neufs                       |
| Fontaine-abreuvoir                      | À déterminer                                   | Les Hôpitaux-Vieux       | Intersection de la rue des Agettes et de la rue Cassard                                                                       | Vestige.                                                                                           | À déterminer                                   | 46° 47′ 23″ nord, 6° 22′ 04″ est               | Fontaine-abreuvoir des Hôpitaux-Vieux                       |
| Fontaine-lavoir                         | À déterminer                                   | Les Hôpitaux-Vieux       | Rue de la Seigne | Vestige.                                                                                           | À déterminer                                   | 46° 47′ 23″ nord, 6° 22′ 19″ est               | Fontaine-lavoir des Hôpitaux-Vieux                          |
| Fontaine-lavoir                         | À déterminer                                   | Les Hôpitaux-Vieux       | Intersection de la de la Seigne et du chemin du Pommeret                                                                      | Vestige.                                                                                           | À déterminer                                   | 46° 47′ 25″ nord, 6° 22′ 18″ est               | Image manquante                                             |
| Fontaine                                | À déterminer                                   | Levier                   | Sur la place de Verdun | Récolement de 1975.                                                                                | 19e siècle                                     | 46° 57′ 13″ nord, 6° 07′ 04″ est               | Image manquante                                             |
| Fontaine-lavoir                         | À déterminer                                   | Levier                   | Rue de Salins (RD 72) | Récolement de 1975.                                                                                | 1851                                           | 46° 57′ 14″ nord, 6° 06′ 43″ est               | Fontaine-lavoir de Levier                                   |
| Fontaine                                | À déterminer                                   | Lods                     | Intersection de la rue de Jaubourg et de la rue sur la Place (RD 32)                                                          | Récolement de 1980.                                                                                | 1830                                           | 47° 02′ 43″ nord, 6° 14′ 49″ est               | Fontaine de Lods                                            |
| Fontaine                                | À déterminer                                   | Lods                     | Intersection de la rue de la Reine et de la route de Besançon (RD 67)                                                         | Récolement de 2000.                                                                                | 19e siècle                                     | 47° 02′ 38″ nord, 6° 14′ 59″ est               | Fontaine de Lods                                            |
| Oratoire Notre-Dame-des-Forges          | À déterminer                                   | Lods                     | Chemin des Forges | Récolement de 1980.                                                                                | 1787                                           | 47° 02′ 37″ nord, 6° 14′ 44″ est               | Oratoire Notre-Dame-des-Forges                              |
| Fontaine-lavoir-abreuvoir               | À déterminer                                   | Lomont-sur-Crête         | À déterminer | Vestige.                                                                                           | À déterminer                                   | à géolocaliser                                 | Fontaine-lavoir-abreuvoir                                   |
| Fontaine-lavoir                         | À déterminer                                   | Longeville               | Intersection de la rue du Château et de la Grande rue (RD 32)                                                                 | Récolement de 1980.                                                                                | 1895                                           | 47° 01′ 50″ nord, 6° 13′ 39″ est               | Fontaine-lavoir de Longeville                               |
| Fontaine-abreuvoir                      | À déterminer                                   | Longevilles-Mont-d'Or    | Rue du Bief Blanc (RD 45) | | À déterminer                                   | 46° 45′ 15″ nord, 6° 18′ 57″ est               | Fontaine-abreuvoir de Longevilles-Mont-d'Or                 |
| Fontaine-abreuvoir                      | À déterminer                                   | Longevilles-Mont-d'Or    | Intersection de la rue du Bief Blanc (RD 45) et de la rue du Crêt                                                             | | À déterminer                                   | 46° 45′ 16″ nord, 6° 19′ 00″ est               | Fontaine-abreuvoir de Longevilles-Mont-d'Or                 |
| Fontaine-abreuvoir                      | À déterminer                                   | Longevilles-Mont-d'Or    | Longevilles Hautes, rue de l'Étoile (RD 450)                                                                                  | | À déterminer                                   | 46° 45′ 52″ nord, 6° 19′ 50″ est               | Image manquante                                             |
| Fontaine-lavoir                         | Alphonse Delacroix                             | Loray                    | Rue de la Fontaine Ronde | Inscrit MH (1979).                                                                                 | 1851                                           | 47° 09′ 11″ nord, 6° 29′ 45″ est               | Fontaine-lavoir de Loray                                    |
| Fontaine-abreuvoir                      | À déterminer                                   | Malbuisson               | Intersection de la Grande rue (RD 437) et du chemin de la Grande Source                                                       | | À déterminer                                   | 46° 47′ 49″ nord, 6° 18′ 11″ est               | Fontaine-abreuvoir de Malbuisson                            |
| Fontaine-abreuvoir                      | À déterminer                                   | Malbuisson               | Rue de l'Église, devant la fromagerie                                                                                         | | À déterminer                                   | à géolocaliser                                 | Image manquante                                             |
| Fontaine-abreuvoir                      | À déterminer                                   | Malbuisson               | Hameau du Vezenay, intersection de la Grande rue (RD 437) et de la rue de la Seignette                                        | | À déterminer                                   | 46° 48′ 15″ nord, 6° 18′ 46″ est               | Image manquante                                             |
| Fontaine-abreuvoir                      | À déterminer                                   | Métabief                 | Intersection de la rue du Village (RD 385) et de la rue du Télésiège (RD 385E), à côté du cimetière                           | | À déterminer                                   | 46° 46′ 25″ nord, 6° 21′ 07″ est               | Fontaine-abreuvoir de Métabief                              |
| Fontaine de l'Enclos                    | À déterminer                                   | Montbéliard              | À déterminer | Récolement de 1986.                                                                                | 19e siècle                                     | 47° 30′ 33″ nord, 6° 47′ 37″ est               | Fontaine de l'Enclos                                        |
| Fontaine-lavoir                         | À déterminer                                   | Montgesoye               | À déterminer | Récolement de 1980.                                                                                | 19e siècle                                     | 47° 04′ 46″ nord, 6° 11′ 30″ est               | Fontaine-lavoir de Montgesoye                               |
| Fontaine-lavoir                         | À déterminer                                   | Montgesoye               | À déterminer | Récolement de 1980.                                                                                | 19e siècle                                     | 47° 05′ 06″ nord, 6° 11′ 20″ est               | Fontaine-lavoir de Montgesoye                               |
| Fontaine                                | À déterminer                                   | Montgesoye               | À déterminer | Récolement de 1980.                                                                                | 19e siècle                                     | 47° 05′ 09″ nord, 6° 11′ 18″ est               | Fontaine de Montgesoye                                      |
| Fontaine Jeanne d'Arc                   | À déterminer                                   | Montlebon                | À déterminer | Surmontée d'une statue représentant Jeanne d'Arc. Récolement de 1974.                              | 19e siècle                                     | 47° 02′ 06″ nord, 6° 36′ 10″ est               | Fontaine Jeanne d'Arc de Montlebon                          |
| Fontaine-abreuvoir                      | À déterminer                                   | Montperreux              | Hameau de Chaudron, intersection de la rue du Président Edgar Faure (RD 437) et de la rue de la Millière (RD 204)             | | À déterminer                                   | 46° 49′ 05″ nord, 6° 19′ 41″ est               | Image manquante                                             |
| Fontaine-abreuvoir                      | À déterminer                                   | Montperreux              | Hameau de Chaudron, intersection de la rue du Président Edgar Faure (RD 437) et de la rue du Chalet                           | | À déterminer                                   | 46° 49′ 03″ nord, 6° 19′ 37″ est               | Image manquante                                             |
| Fontaine-lavoir                         | À déterminer                                   | Mouthier-Haute-Pierre    | À déterminer | Récolement de 1980.                                                                                | 1765                                           | 47° 02′ 28″ nord, 6° 16′ 25″ est               | Fontaine-lavoir de Mouthier-Haute-Pierre                    |
| Fontaine-lavoir                         | À déterminer                                   | Mouthier-Haute-Pierre    | À déterminer | Récolement de 1980.                                                                                | 19e siècle                                     | 47° 02′ 21″ nord, 6° 16′ 30″ est               | Fontaine-lavoir de Mouthier-Haute-Pierre                    |
| Fontaine                                | À déterminer                                   | Myon                     | À déterminer | | À déterminer                                   | 47° 01′ 29″ nord, 5° 56′ 31″ est               | Fontaine de Myon                                            |
| Fontaine                                | À déterminer                                   | Nans-sous-Sainte-Anne    | À déterminer | | À déterminer                                   | 46° 58′ 39″ nord, 5° 59′ 59″ est               | Fontaine de Nans-sous-Sainte-Anne                           |
| Porteuse d'eau                          | Pascal Coupot                                  | Orchamps-Vennes          | 25 grande rue | | À déterminer                                   | 47° 07′ 50″ nord, 6° 31′ 32″ est               | Porteuse d'eau                                              |
| Fontaine-lavoir du Seult                | Copie d'après Mathurin Moreau                  | Ornans                   | Intersection de la rue du Seult, de la rue des Contrevaux et de l'avenue du Maréchal Juin (RD 492)                            | Surmontée d'une statue représentant Vernier d'Oberwesel. Récolement de 1976.                       | 19e siècle                                     | 47° 06′ 14″ nord, 6° 08′ 41″ est               | Fontaine-lavoir du Seult                                    |
| Fontaine de Nahin                       | À déterminer                                   | Ornans                   | Intersection de la rue du Pont de Nahin et de la rue de l'Isle aux Prêtres                                                    | Récolement de 1976.                                                                                | 19e siècle                                     | 47° 06′ 06″ nord, 6° 09′ 16″ est               | Fontaine de Nahin                                           |
| Fontaine de la Samaritaine              | À déterminer                                   | Ornans                   | Intersection de la rue Jacques Gervais et de la rue Pierre Vernier (RD 67)                                                    | Récolement de 1976.                                                                                | 1881                                           | 47° 06′ 17″ nord, 6° 08′ 58″ est               | Fontaine de la Samaritaine                                  |
| Fontaine du Grand Pont                  | À déterminer                                   | Ornans                   | À côté du Grand Pont (RD 492) et du musée Courbet                                                                             | Récolement de 1976.                                                                                | 1re moitié du 19e siècle                       | 47° 06′ 19″ nord, 6° 08′ 51″ est               | Fontaine du Grand Pont                                      |
| Fontaine du Pêcheur aux Chavots         | Copie d'après Gustave Courbet                  | Ornans                   | Sur la place Gustave Courbet                                                                                                  | Récolement de 1976.                                                                                | 1862                                           | 47° 06′ 25″ nord, 6° 08′ 43″ est               | Fontaine du Pêcheur aux Chavots                             |
| Fontaine de La Truite                   | Pascal Coupot                                  | Ornans                   | Sur le rond-point de la route de Besançon (RD 67), de la rue de Cantley et de l'impasse de Noirichaud                         | | À déterminer                                   | 47° 06′ 34″ nord, 6° 07′ 33″ est               | Fontaine de La Truite                                       |
| Fontaine                                | À déterminer                                   | Ornans                   | Intersection de la rue du Moulin et de la ruelle des Minimes                                                                  | | 1868                                           | 47° 06′ 12″ nord, 6° 09′ 11″ est               | Fontaine                                                    |
| Borne-fontaine                          | À déterminer                                   | Oye-et-Pallet            | À déterminer | | À déterminer                                   | 46° 51′ 22″ nord, 6° 20′ 09″ est               | Image manquante                                             |
| Fontaine                                | À déterminer                                   | Pontarlier               | Intersection de la rue Montrieux, de la rue du Stand et de la rocade Georges Pompidou (RN 57)                                 | Récolement de 1978.                                                                                | 19e siècle                                     | 46° 54′ 01″ nord, 6° 21′ 22″ est               | Image manquante                                             |
| Grande fontaine                         | À déterminer                                   | Pontarlier               | Sur la place Jules Pagnier, à l'intersection de la rue Jeanne d'Arc et de la RD 437                                           | Récolement de 1978.                                                                                | 19e siècle                                     | 46° 54′ 16″ nord, 6° 21′ 24″ est               | Grande fontaine de Pontarlier                               |
| Fontaine Marianne                       | À déterminer                                   | Rochejean                | Intersection de la rue Saint-Jean et de la Vie Neuve                                                                          | Récolement de 1986.                                                                                | 19e siècle                                     | 46° 44′ 42″ nord, 6° 17′ 33″ est               | Fontaine Marianne de Rochejean                              |
| Fontaine-abreuvoir                      | À déterminer                                   | Rochejean                | Rue Saint-Jean | | À déterminer                                   | 46° 44′ 44″ nord, 6° 17′ 41″ est               | Fontaine-abreuvoir de Rochejean                             |
| Fontaine-abreuvoir                      | À déterminer                                   | Rochejean                | À déterminer | | À déterminer                                   | à géolocaliser                                 | Fontaine-abreuvoir                                          |
| Fontaine-abreuvoir                      | À déterminer                                   | Rochejean                | Rue de la Fontaine (RD 45) | | À déterminer                                   | 46° 44′ 42″ nord, 6° 17′ 23″ est               | Fontaine-abreuvoir de Rochejean                             |
| Fontaine-abreuvoir                      | À déterminer                                   | Rochejean                | Route des Granges Vannod | | À déterminer                                   | 46° 44′ 44″ nord, 6° 17′ 18″ est               | Image manquante                                             |
| Fontaine de la Vierge                   | Maximilien Painchaux                           | Rougemont                | À déterminer | Récolement de 2010.                                                                                | 19e siècle                                     | 47° 28′ 55″ nord, 6° 21′ 22″ est               | Fontaine de la Vierge                                       |
| Lavoir                                  | Maximilien Painchaux, César Convers            | Rougemont                | À déterminer | Récolement de 2010.                                                                                | 1833                                           | 47° 28′ 47″ nord, 6° 21′ 14″ est               | Lavoir de Rougemont                                         |
| Fontaine-lavoir-abreuvoir               | À déterminer                                   | Rougemont                | À déterminer | Récolement de 2010.                                                                                | 2e moitié du 19e siècle                        | 47° 28′ 46″ nord, 6° 21′ 28″ est               | Fontaine-lavoir-abreuvoir de Rougemont                      |
| Fontaine de la citadelle                | Alphonse Delacroix                             | Rougemont                | À déterminer | Récolement de 2010.                                                                                | 1834                                           | 47° 28′ 43″ nord, 6° 21′ 19″ est               | Fontaine de la citadelle                                    |
| Fontaine de la mairie                   | César Convers                                  | Rougemont                | À déterminer | Récolement de 2010.                                                                                | 1833                                           | 47° 28′ 47″ nord, 6° 21′ 15″ est               | Fontaine de la mairie                                       |
| Fontaine-lavoir                         | À déterminer                                   | Saint-Antoine            | Sur la place de la Mairie, au bord de la rue du Village, en face de la fromagerie, à côté de l'église Saint-Antoine           | | À déterminer                                   | 46° 46′ 38″ nord, 6° 20′ 17″ est               | Fontaine-lavoir de Saint-Antoine                            |
| Fontaine-lavoir                         | À déterminer                                   | Saint-Antoine            | Intersection de la rue du Village et de la rue du Vezeney                                                                     | | À déterminer                                   | 46° 46′ 38″ nord, 6° 20′ 24″ est               | Fontaine-lavoir de Saint-Antoine                            |
| Fontaine-abreuvoir                      | À déterminer                                   | Saint-Antoine            | Rue de la Fontaine | | À déterminer                                   | 46° 46′ 40″ nord, 6° 20′ 11″ est               | Image manquante                                             |
| Fontaine-lavoir                         | À déterminer                                   | Saint-Antoine            | Rue du Fort | | À déterminer                                   | 46° 46′ 43″ nord, 6° 20′ 06″ est               | Fontaine-lavoir de Saint-Antoine                            |
| Fontaine                                | À déterminer                                   | Saint-Hippolyte          | À déterminer | | À déterminer                                   | 47° 19′ 05″ nord, 6° 48′ 43″ est               | Fontaine de Saint-Hippolyte                                 |
| Fontaine-lavoir au Lion                 | À déterminer                                   | Saint-Juan               | À déterminer | | À déterminer                                   | à géolocaliser                                 | Fontaine-lavoir au Lion                                     |
| Fontaine-abreuvoir                      | À déterminer                                   | Saint-Point-Lac          | Intersection de la rue du Port et de la rue de Damvauthier (RD 129)                                                           | | À déterminer                                   | 46° 48′ 47″ nord, 6° 18′ 09″ est               | Fontaine-abreuvoir de Saint-Point-Lac                       |
| Fontaine-lavoir                         | À déterminer                                   | Saint-Point-Lac          | Intersection de la route de Malpas et de la rue de Damvauthier (RD 129)                                                       | | À déterminer                                   | 46° 48′ 45″ nord, 6° 18′ 06″ est               | Fontaine-lavoir de Saint-Point-Lac                          |
| Fontaine-lavoir                         | À déterminer                                   | Saint-Point-Lac          | Intersection de la route de Malpas et de la rue Camille Vionnet                                                               | | À déterminer                                   | 46° 48′ 48″ nord, 6° 18′ 03″ est               | Fontaine-lavoir de Saint-Point-Lac                          |
| Fontaine de Sainte-Marie                | À déterminer                                   | Sainte-Marie             | À déterminer | Inscrit MH (1979).                                                                                 | 19e siècle                                     | 47° 30′ 25″ nord, 6° 41′ 41″ est               | Fontaine de Sainte-Marie                                    |
| Fontaine de Scey-en-Varais              | À déterminer                                   | Scey-Maisières           | À déterminer | Récolement de 1980.                                                                                | 2e moitié du 19e siècle                        | 47° 06′ 02″ nord, 6° 04′ 28″ est               | Fontaine de Scey-en-Varais                                  |
| Fontaine de Maisières-Notre-Dame        | À déterminer                                   | Scey-Maisières           | À déterminer | Récolement de 1980.                                                                                | 19e siècle                                     | 47° 06′ 32″ nord, 6° 05′ 53″ est               | Fontaine de Maisières-Notre-Dame                            |
| Fontaine                                | À déterminer                                   | Sombacour                | À déterminer | Surmontée d'un buste représentant Louis Lonchamp. Récolement de 1975.                              | 19e siècle                                     | 46° 57′ 05″ nord, 6° 15′ 33″ est               | Fontaine de Sombacour                                       |
| Fontaine                                | À déterminer                                   | Taillecourt              | À déterminer | Récolement de 1980.                                                                                | 4e quart du 19e siècle                         | 47° 29′ 50″ nord, 6° 50′ 59″ est               | Image manquante                                             |
| Fontaine-lavoir                         | À déterminer                                   | Trepot                   | À déterminer | Récolement de 1976.                                                                                | 19e siècle                                     | 47° 09′ 58″ nord, 6° 08′ 24″ est               | Fontaine-lavoir de Trepot                                   |
| Fontaine aux griffons                   | À déterminer                                   | Vellevans                | À déterminer | | À déterminer                                   | 47° 18′ 39″ nord, 6° 30′ 07″ est               | Fontaine aux griffons de Vellevans                          |
| Fontaine aux lions                      | À déterminer                                   | Vellevans                | À déterminer | | À déterminer                                   | 47° 18′ 40″ nord, 6° 29′ 52″ est               | Fontaine aux lions de Vellevans                             |
| Fontaine                                | À déterminer                                   | Vercel-Villedieu-le-Camp | À déterminer | | À déterminer                                   | 47° 11′ 00″ nord, 6° 23′ 54″ est               | Fontaine de Vercel-Villedieu-le-Camp                        |
| Fontaine                                | À déterminer                                   | Villers-sous-Chalamont   | À déterminer | Récolement de 1975.                                                                                | 18e ou 19e siècle                              | 46° 54′ 15″ nord, 6° 02′ 29″ est               | Fontaine de Villers-sous-Chalamont                          |
| Fontaine-lavoir                         | À déterminer                                   | Villers-sous-Montrond    | À déterminer | Récolement de 1976.                                                                                | 1re moitié du 19e siècle                       | 47° 08′ 43″ nord, 6° 05′ 24″ est               | Image manquante                                             |
| Fontaine-lavoir                         | À déterminer                                   | Villers-sous-Montrond    | À déterminer | Récolement de 1976.                                                                                | 1re moitié du 19e siècle                       | 47° 08′ 38″ nord, 6° 05′ 19″ est               | Fontaine-lavoir de Villers-sous-Montrond                    |
| Fontaine-lavoir                         | À déterminer                                   | Villers-sous-Montrond    | À déterminer | Récolement de 1976.                                                                                | 1re moitié du 19e siècle                       | 47° 08′ 43″ nord, 6° 05′ 16″ est               | Image manquante                                             |
| Fontaine-abreuvoir                      | À déterminer                                   | Voillans                 | À déterminer | | À déterminer                                   | 47° 23′ 12″ nord, 6° 24′ 43″ est               | Fontaine-abreuvoir de Voillans                              |